# Okręg Clermont-Ferrand
Okręg Clermont-Ferrand (fr. Arrondissement de Clermont-Ferrand) – okręg w środkowej Francji.

## Podział administracyjny
W skład okręgu wchodzą następujące kantony:
- Aubière,
- Beaumont,
- Billom,
- Bourg-Lastic,
- Chamalières,
- Clermont-Ferrand-Centre,
- Clermont-Ferrand-Est,
- Clermont-Ferrand-Nord,
- Clermont-Ferrand-Nord-Ouest,
- Clermont-Ferrand-Ouest,
- Clermont-Ferrand-Sud,
- Clermont-Ferrand-Sud-Est,
- Clermont-Ferrand-Sud-Ouest,
- Cournon-d’Auvergne,
- Gerzat,
- Herment,
- Montferrand,
- Pont-du-Château,
- Rochefort-Montagne,
- Royat,
- Saint-Amant-Tallende,
- Saint-Dier-d’Auvergne,
- Vertaizon,
- Veyre-Monton,
- Vic-le-Comte.